# Juillet 1862

## Événements
- Le général Forey remplace le général de Lorencez à la tête du corps expéditionnaire français au Mexique, et en même temps, il exerce les fonctions de ministre plénipotentiaire de France dans ce pays.
- Le Congrès des États-Unis vote un décret de confiscation qui autorise l’affranchissement des esclaves appartenant aux maîtres qui se battent contre l’Union. Le décret n’est pas appliqué par les généraux nordistes et Lincoln ne l’impose pas.
- De Juillet à octobre, Napoléon III autorise une délégation ouvrière (Henri Louis Tolain) à se rendre à Londres durant l'exposition universelle, afin de découvrir le syndicalisme britannique.

- 1er juillet :
  - Le général Bazaine reçoit le commandement de la 1re division d'infanterie du corps d'expédition au Mexique.
  - États-Unis : décision de construire le premier transcontinental. Le gouvernement accorde aux compagnies Union Pacific et Central Pacific des prêts avantageux et dix sections de terres fédérales alternées de part et d’autre du remblai (surfaces doublées dès 1864). D’immenses bandes de terres échappent au Homestead Act (181 millions d’acres de 1851 à 1871).

- 15 - 16 juillet, États-Unis : bataille d'Apache Pass. Cochise, chef apache des Chiricahuas devient hostile aux Blancs à la suite de l’exécution de plusieurs membres de sa tribu par les troupes américaines.

- 28 juillet : Speke atteint le lac Victoria.

## Naissances
- 6 juillet : Louis Bombled, peintre, dessinateur et graveur français († 9 octobre 1927).
- 14 juillet : Gustav Klimt, peintre autrichien

## Décès
- 5 juillet : Heinrich Georg Bronn, géologue allemand.
- 24 juillet : Martin Van Buren, ancien président des États-Unis.
- 28 juillet : Louis Bacquin, homme politique belge (° 17 septembre 1830).